# Franciszek Kramarczyk
Franciszek Kramarczyk (ur. 14 sierpnia 1854 w Osieku, zm. 20 lutego 1940 tamże) – poseł do Sejmu Krajowego Galicji VI i VII kadencji (1889–1901), włościanin z Osieka powiat Oświęcim.
Wybrany do Sejmu Krajowego z IV kurii okręgu wyborczego Biała.